# محوطه قلابوزو (۲)
محوطه قلابوزو (۲) مربوط به عصر آهن است و در شهرستان دره‌شهر، بخش مرکزی، ۱۴۰۰ متری جنوب غرب دهستان ارمو واقع شده و این اثر در تاریخ ۳۰ بهمن ۱۳۸۶ با شمارهٔ ثبت ۲۱۰۰۹ به‌عنوان یکی از آثار ملی ایران به ثبت رسیده است.